# Stuart Wilson (sonoplasta)
Stuart Wilson é um sonoplasta e diretor de som estadunidense. Foi indicado ao Oscar de melhor mixagem de som em três ocasiões: na edição de 2013 por War Horse, na edição de 2016 por Star Wars: The Force Awakens e na edição de 2017 pelo filme Rogue One: A Star Wars Story.